# Симон Єрусалимський
Симон Єрусалимський, також відомий як Симон Клеопів (івр. שמעון הקלפוס), був юдеохристиянським лідером і другим єпископом Єрусалиму (63–107 рр. або 70–117 рр.). Він став наступником Якова, брата Ісуса. Деякі джерела ототожнюють Симона із Симоном, братом Ісуса, а також з апостолом Симоном Зілотом.

## Життя
У своїй церковній історії Євсевій Кесарійський подає список цих єпископів.  Згідно з традицією, першим єпископом Єрусалиму був Яків Праведний, «брат Господній», який, згідно з Євсевієм, сказав, що його призначили єпископом апостоли Петро, Яків (якого Євсевій ототожнює з Яковом, сином Зеведея), і Іван Богослов.

Згідно з Євсевієм, Симон Єрусалимський був обраний наступником Якова після завоювання Єрусалима, яке відбулося відразу після мученицької смерті Якова (тобто не пізніше 70 року нашої ери), що узгоджує розповідь із версією Йосипа Флавія, який вважає перший арешт Якова  і подальше звільнення прокуратором Луцеєм Альбіном у 63 році нашої ери   і сучасні виноски показують, що його Мученицька смерть відбулася через кілька років, незадовго до знищення Єрусалиму.
Після мученицької смерті Якова та завоювання Єрусалиму, яке відразу послідувало, кажуть, що ті з апостолів і учнів Господа, які ще жили, зібралися з усіх боків разом із тими, хто був пов’язаний з Господом за тілом (бо більшість із них також були ще живі), щоб порадитися щодо того, хто гідний стати наступником Якова. Всі вони одностайно проголосили Симеона, сина Клеопова, про якого також згадує Євангеліє; бути гідним єпископського престолу тієї парафії. Він був двоюрідним братом, як то кажуть, Спасителю. Бо Гегесіпп записує, що Клеоп був братом Йосипа.
Відповідно до Гегесіппа, Симон переміг Фебута, якого отці церкви вважали єресіархом  і привів більшість християн до Пелли до початку Першої юдейсько-римської війни в 66 році та знищення храму Ірода в 70 році.
Згідно з Євсевієм, Симон був страчений приблизно в 107 або 117 роках за правління імператора Траяна проконсулом Тиберієм Клавдієм Аттіком Іродом в Єрусалимі або його околицях.  Однак це, мабуть, помилка Євсевія, оскільки адміністратором ( легатом ) римської провінції Юдея на момент розп’яття був Квінт Помпей Фалько (між 105 і 107 рр. н. е.), а Тиберій Клавдій Аттик Ірод був там набагато раніше, з 99 р. до 102 року нашої ери.

## Ототожнення
Симона іноді ототожнюють із Симоном, «братом Господа», який побіжно згадується в Біблії (Матв. 13:55, Марк 6:3). Ця ідентифікація спирається на свідчення Гегесіппа, який називає Симона другим єпископом Єрусалиму та двоюрідним братом Ісуса. Однак деякі екзегети вважають, що брати, згадані в Біблії, могли бути справжніми братами Ісуса, тоді як Гегесіпп використовує більш загальний термін для опису їх родинного зв’язку, включаючи Якова та Симона.
Крім того, Симона іноді ототожнюють із апостолом Симоном Зилотом.